# 樂蜀省
樂蜀省（阿拉伯语：محافظة الأقصر）是埃及的省，位于埃及中部，尼罗河以東。该省以前为基納省的一部分，2009年12月7日析置。首府盧克索。面積2,960平方公里，人口1,270,058人(2018年)。